# Арнолд от Виланова
Арнолд от Виланова, също Арналдус Виланова, Арнолдус де Вильянава, Арнауду Виланова, (на латински: Arnaldus Villanovanus, на испански: Arnaldus de Villanueva, на каталонски: Arnau de Vilanova) е испански лекар, алхимик, фармацевт и астролог.
Той е сред основателите на медицинската алхимия, автор на „Салерна Здраве кодекс“. Дава описание на отрови, лечебни свойства на растения, както и методи за тяхното използване.

## Биография
Роден е ок. 1235 – 1240 година във Валенсия, днес Испания, в семейство с каталонски произход. Изучава медицина, ботаника и алхимия в Барселона, Монпелие и Париж. След като живее в двора на Арагон и преподава много години във Факултета по медицина в Монпелие, той заминава за Париж. През 1311 г. е извикан в Авиньон от папа Климент V, който е болен, но умира по време на плаването край бреговете на Генуа.
Виланова превежда редица медицински текстове от арабски, включително произведения на Ибн Сина (Авицена) и Гален. Много алхимични писания също се приписват на него, но те са с много съмнителна автентичност. Събрани издания на тях биват публикувани в Лион (1504, 1532, 1686), в Базел (1585) и във Франкфурт (1603). Той е известен автор и на различни медицински произведения. Сред постиженията му е откриването на въглероден окис и чист алкохол.